# Haringsee
Haringsee è un comune austriaco di 1 171 abitanti nel distretto di Gänserndorf, in Bassa Austria. Nel 1970 ha inglobato i comuni soppressi di Fuchsenbigl e Straudorf.